# Robyn Regehr
Robyn Regehr (* 19. April 1980 in Recife, Brasilien) ist ein ehemaliger kanadischer Eishockeyspieler, der im Verlauf seiner aktiven Karriere zwischen 1996 und 2015 unter anderem 1155 Spiele für die Calgary Flames, Buffalo Sabres und Los Angeles Kings in der National Hockey League auf der Position des Verteidigers bestritten hat. Seine größten Karriereerfolge feierte Regehr, der den Großteil seiner Karriere bei den Calgary Flames verbrachte, in Diensten der Los Angeles Kings mit dem Gewinn des Stanley Cups im Jahr 2014 sowie im Trikot der kanadischen Nationalmannschaft mit dem Sieg beim World Cup of Hockey 2004. Sein jüngerer Bruder Richie war ebenfalls professioneller Eishockeyspieler.

## Karriere

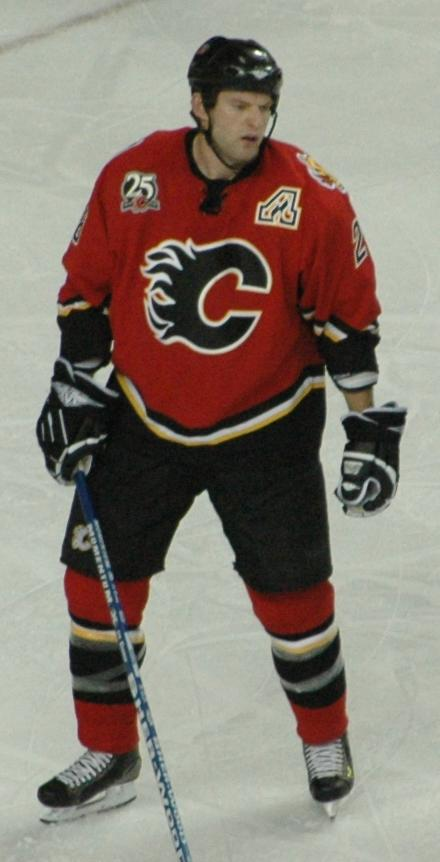
Regehr im Trikot der Calgary Flames

Der 1,91 m große Verteidiger wurde als Sohn einer mennonitischen Familie in Recife, der Hauptstadt des brasilianischen Bundesstaates Pernambuco, geboren. Nachdem er seine ersten drei Lebensjahre in Brasilien verbracht hatte, ging er mit seiner Familie nach Indonesien auf die Insel Java, wo er vier Jahre verweilte.
1999 war Regehr in einen schweren Autounfall verwickelt, als sein Wagen nahe seiner Heimatstadt Rosthern, Saskatchewan von einem anderen Fahrzeug erfasst wurde. Zwei Personen in dem anderen Auto kamen ums Leben, Regehr selbst erlitt Frakturen an beiden Schienbeinen.
Seine Karriere begann er bei den Kamloops Blazers in der kanadischen Juniorenliga Western Hockey League, bevor er beim NHL Entry Draft 1998 als 19. Spieler in der ersten Runde von der Colorado Avalanche ausgewählt wurde.
Noch bevor der Linksschütze ein Spiel für die Avalanche absolvierte, wurde er am 28. Februar 1999 in einem Tauschhandel gemeinsam mit René Corbet, Wade Belak und einem Zweitrunden-Wahlrecht im NHL Entry Draft 2000 im Austausch für Theoren Fleury und Chris Dingman zu den Calgary Flames transferiert. Dort stand er zunächst im AHL-Kader des Calgary-Farmteams Saint John Flames, doch relativ schnell gelang ihm der Sprung in den NHL-Kader der Flames, dem er bis zum Saisonende 2010/11 ununterbrochen, zeitweise als Alternativkapitän, angehörte. Am 28. Oktober 1999 gab er sein Debüt in der National Hockey League, als der Verteidiger in der Begegnung gegen die Ottawa Senators für die Flames auf dem Eis stand. Regehr ist Athletenbotschafter der Entwicklungshilfeorganisation Right to Play.
Am 25. Juni 2011 gaben ihn die Flames gemeinsam mit Aleš Kotalík und einem Zweitrunden-Wahlrecht im NHL Entry Draft 2012 im Austausch für Chris Butler und Paul Byron an die Buffalo Sabres ab. Anfang April 2013 wurde er im Austausch für zwei Zweitrunden-Wahlrechte in den NHL Entry Drafts 2014 und 2015 zu den Los Angeles Kings transferiert. Mit ihnen gewann er 2014 den Stanley Cup.
Im Anschluss an die Saison 2014/15 gab Regehr das Ende seiner aktiven Laufbahn bekannt.

### International
Regehr spielte erstmals bei der U20-Junioren-Weltmeisterschaft 1999 für sein Heimatland, bei der er die Silbermedaille gewann. Ein Jahr später vertrat er die Seniorenauswahl bei der Weltmeisterschaft 2000, jedoch ohne Erfolg. Aufgrund seiner starken Leistungen in der Saison 2003/04 wurde Regehr ins Team der kanadischen Nationalmannschaft berufen, mit der er den World Cup of Hockey 2004 gewann. Zwei Jahre später gehörte er zum Kader Kanadas bei den Olympischen Winterspielen 2006 in Turin. Außerdem wurde Regehr 2005 Vizeweltmeister mit den Kanadiern.

## Erfolge und Auszeichnungen
| - 1998 Teilnahme am CHL Top Prospects Game - 1999 WHL West First All-Star Team - 1999 CHL Third All-Star Team | - 2002 Teilnahme am NHL YoungStars Game - 2014 Stanley-Cup-Gewinn mit den Los Angeles Kings |

### International
- 1999 Silbermedaille bei der U20-Junioren-Weltmeisterschaft
- 2004 Goldmedaille beim World Cup of Hockey
- 2005 Silbermedaille bei der Weltmeisterschaft

## Karrierestatistik

### International
Vertrat Kanada bei:
| - U20-Junioren-Weltmeisterschaft 1999 - Weltmeisterschaft 2000 - World Cup of Hockey 2004 | - Weltmeisterschaft 2005 - Olympischen Winterspielen 2006 |

(Legende zur Spielerstatistik: Sp oder GP = absolvierte Spiele; T oder G = erzielte Tore; V oder A = erzielte Assists; Pkt oder Pts = erzielte Scorerpunkte; SM oder PIM = erhaltene Strafminuten; +/− = Plus/Minus-Bilanz; PP = erzielte Überzahltore; SH = erzielte Unterzahltore; GW = erzielte Siegtore; 1 Play-downs/Relegation; Kursiv: Statistik nicht vollständig)